# Edison (Georgia)
Edison es un pueblo ubicado en el condado de Calhoun en el estado estadounidense de Georgia. En el censo de 2000, su población era de 1.340.

## Demografía
En el 2000 la renta per cápita promedia del hogar era de $19,191, y el ingreso promedio para una familia era de $23,839. El ingreso per cápita para la localidad era de $10,409. Los hombres tenían un ingreso per cápita de $22,500 contra $15,813 para las mujeres.

## Geografía
Edison se encuentra ubicado en las coordenadas 31°33′39″N 84°44′17″O / 31.56083, -84.73806 (31.560891, -84.737984).
Según la Oficina del Censo, la localidad tiene un área total de 6 km² (2,3 mi²), de la cual 6 km² (2,3 mi²) es tierra y 0 km² (0 mi²) (0.00%) es agua.